# Province de Vaca Diéz
Pour les articles homonymes, voir Diez.
La province de Vaca Diéz est une des 8 provinces du département de Beni, en Bolivie. Son chef-lieu est la ville de Riberalta.